# Тана (коммуна)
Коммуна Тана (норв. Tana,сев.‑саам. Deatnu) находится на севере Норвегии в фюльке Финнмарк, граничит с Финляндией.
На территории коммуны официальными являются два языка — норвежский (букмол) и северносаамский.
Большинство населения муниципалитета составляют саамы.

## История
Территория относится к исторической области Лапландия.
1 января 1864 года муниципалитет Тана был выделен из муниципалитета Нессебю и образовал отдельную административную единицу, которая включала также территорию современного муниципалитета Гамвик (выделенного тогда из состава Лебесбю).
1 июля 1913 года из состава Тана были выделены отдельные муниципалитеты Гамвик и Берлевог. 1 января 1964 года к муниципалитету Тана был присоединён муниципалитет Полмак.

## Название
Название муниципалитет получил по реке Тана. На саамском языке Deatnu означает «большая река», что перешло в норвежский язык как «Тана».
До 1918 года название писалось как «Tanen». В 1992 году муниципалитет был переименован в Деатну-Тана (Deatnu-Tana), но в 2005 году название опять было изменено, теперь названия Тана и Деатну считаются равноправными.

## Герб
Герб муниципалитета был создан в конце XX века и утверждён 11 мая 1984 года. В традиционных норвежских цветах изображены три низких речных лодки, символизирующие саамов, финнов и норвежцев, совместно проживающих на этой приграничной территории.

## География
Территория муниципалитета расположена в нижнем течении реки Тана, а также по берегам Тана-фьорда. В верховьях реки Таны по ней (через Лапландский мост) проходит граница с финским муниципалитетом Утсйоки провинции Лаппи.
Основные поселения расположены по берегам реки: Сирма, Полмак, Рустефйелбма, Сейда, Скипагурра (254 жителя в 2008 году), Аустертана и Танабру (590 жителей в 2009 году). Поселение Танабру является административным центром муниципалитета, названо по построенному здесь в 1948 мосту через реку, сейчас по нему проходит трасса E6.
Река Тана известна своим промыслом лосося.

## Известные выходцы
- Мартин Сканше (Martin Schanche), ралли-гонщик
- Кристин Стейра (Kristin Størmer Steira), лыжница

## Города-побратимы
- Терский район[5]